# Sevilla Don Bosco
Sevilla Don Bosco ist eine Ortschaft und eine Parroquia urbana („städtisches Kirchspiel“) sowie Hauptort des Kantons Sevilla Don Bosco der ecuadorianischen Provinz Morona Santiago. Die Parroquia besitzt eine Fläche von 2.246 km². Beim Zensus 2022 wurden 18.647 Einwohner gezählt.

## Lage
Die Parroquia Sevilla Don Bosco liegt in der vorandinen Zone am Rande des Amazonasbeckens. Das Verwaltungsgebiet liegt in Höhen zwischen 400 m und 2300 m. Es erstreckt sich über den Norden und Osten der Cordillera de Kutukú. Der Río Cushuimi verläuft entlang der östlichen Verwaltungsgrenze nach Süden. Der Río Mangosiza durchquert den Süden der Parroquia in südlicher Richtung. Im Nordwesten wird das Areal vom Río Upano begrenzt. Dessen linker Nebenfluss Río Yukipa entwässert den Nordwesten. Der etwa 960 m hoch gelegene Hauptort Sevilla Don Bosco befindet sich 2 km ostsüdöstlich der Provinzhauptstadt Macas am gegenüberliegenden Flussufer des Río Upano. Die Fernstraße E45 (Macas–Puyo) überquert nördlich von Sevilla Don Bosco den Río Upano.
Die Parroquia Sevilla Don Bosco grenzt im Norden an die Parroquias Sinaí, Chiguaza (Kanton Huamboya) und Cuchaentza, im Osten an die Parroquias Macuma, Taisha und Tuutinentza (alle drei im  Kanton Taisha), im Süden an die Parroquias San José de Morona (Kanton Tiwintza) und Yaupi (Kanton Logroño) sowie im Westen an die Parroquias Huambi (Kanton Sucúa), Sucúa (ebenfalls im Kanton Sucúa), Río Blanco, Macas, General Proaño und San Isidro.

## Orte und Siedlungen
Die Parroquia ist in 12 Barrios und in 85 Comunidades gegliedert. Der Hauptort (Casco parroquial) hatte 2015 etwa 495 Einwohner.

## Geschichte
Die Parroquia Sevilla Don Bosco wurde im Jahr 1958 gegründet. 2024 wurde er Hauptort eines eigenen Kantons, nachdem er zuvor dem Kanton Morona angehörig war.